# Io canto (singolo Laura Pausini)
Io canto è un singolo del 2006 di Laura Pausini, cover della canzone scritta da Marco Luberti e Riccardo Cocciante e lanciata da quest'ultimo.

## Il brano
È il primo singolo che anticipa l'uscita dell'omonimo album di cover del 2006, trasmesso in radio dal 13 ottobre e disponibile su CD singolo dal 3 novembre.
La canzone viene tradotta in lingua spagnola da Frank Andrada con il titolo Yo canto, inserita nell'omonimo album ed estratta come primo singolo in Spagna e in America Latina il 2 ottobre. In Messico è il secondo singolo estratto dall'album.
Vi è anche una versione del brano in italiano e in francese scritta da Jean-Pierre Lemaire con il titolo Je chante (Io canto), inserita nell'edizione francese dell'album ed estratta come primo singolo in Francia il 10 novembre 2006.
I tre brani vengono trasmessi in radio; vengono realizzati i tre videoclip rispettivamente nelle versioni italiana, francese e spagnola.

## Il video
Tutte e tre le versioni del videoclip sono state dirette dal regista Gaetano Morbioli e girate in tre giorni tra Roma e Dubai, in pellicola 35 mm. Il video viene trasmesso per la prima volta il 30 ottobre 2006.
I due luoghi mostrano due aspetti di Laura Pausini: da una parte nel suo quotidiano di artista impegnata in presentazioni e interviste, dall'altra determinata e convincente interprete di un brano importante.
- Casa di produzione: Run Multimedia
- Regista: Gaetano Morbioli
- Fotografia: Patrizio Patrizi (Roma), Leonardo Carbotta (Dubai)

Il videoclip di Io canto viene inserito anche nel CD-ROM Io canto Greek Edition.
Viene realizzato anche il Making of the video di Io canto che non viene pubblicato su nessun supporto audio-video, ma solo sul canale di Laura Pausini su YouTube.

## Tracce
CDS - Promo 16071 Warner Music Italia
1. Io canto

CDS - Promo Warner Music Spagna-Latina
1. Yo canto

CDS - 051011729829 Warner Music Europa
1. Io canto
2. Yo canto

CDS - 051011729621 Warner Music Italia
1. Io canto
2. Yo canto
3. Io canto (Instrumental)

CDS - Promo Warner Music Francia
1. Je chante (Io canto)

CDS - 051011918926 Warner Music Francia
1. Io canto
2. Je chante (Io canto)

Download digitale
1. Io canto
2. Yo canto
3. Je chante (Io canto)

## Pubblicazioni
Io canto viene inserita in una versione rinnovata nell'album 20 - The Greatest Hits del 2013 in versione italo-francese (Io canto/Je chante (Io canto)) in duetto con la cantante belga Lara Fabian; in versione Live negli album San Siro 2007 del 2007, Laura Live World Tour 09 del 2009, Inedito - Special Edition del 2012 e Fatti sentire ancora/Hazte sentir más del 2018.
Yo canto viene inserita in versione Live negli album Laura Live Gira Mundial 09 del 2009 e Inédito - Special Edition del 2012.

## Formazione
- Laura Pausini: voce, cori
- Celso Valli: tastiera, pianoforte, cori
- Luca Bignardi: programmazione
- Michael Landau, Tim Pierce: chitarra elettrica, chitarra acustica
- Giorgio Secco: chitarra acustica
- Greg Howe: chitarra elettrica addizionale
- Tony Franklin: basso
- Vinnie Colaiuta: batteria
- Antonella Pepe: cori

## Riconoscimenti
Nel gennaio 2011, Io canto si aggiudica il primo posto nella sezione italiana Miglior cover version del decennio nelle votazioni del referendum Dieci! organizzato dal sito Internet musicale Rockol. Il referendum celebrativo del decennio 2001-2010 si è svolto nei punti vendita della catena FNAC.

## Classifiche
Posizioni massime
| Classifica (2006/07)      | Posizione |
| ------------------------- | --------- |
| Belgio (Fiandre)          | 65        |
| Belgio (Vallonia)         | 11        |
| Europa (European Hot 100) | 39        |
| Francia                   | 26        |
| Italia                    | 1         |
| Stati Uniti (latin pop)   | 32        |
| Svizzera                  | 20        |

### Classifiche di fine anno
| Classifica (2006) | Posizione |
| ----------------- | --------- |
| Italia            | 25        |
| Classifica (2007) | Posizione |
| Italia            | 49        |

## Interpretazioni dal vivo
Il 18 maggio 2014 Laura Pausini esegue il brano Io canto in versione live in duetto con la cantante italiana Fiorella Mannoia al Teatro antico di Taormina (trasmesso in tv su Rai 1 il 20 maggio con il titolo Stasera Laura: ho creduto in un sogno), tappa del The Greatest Hits World Tour 2013-2015.